# Фауле
Фа̀уле (на италиански и на пиемонтски: Faule) е село и община в Северна Италия, провинция Кунео, регион Пиемонт. Разположено е на 246 m надморска височина. Населението на общината е 493 души (към 2017 г.).